# Zapustny Dół

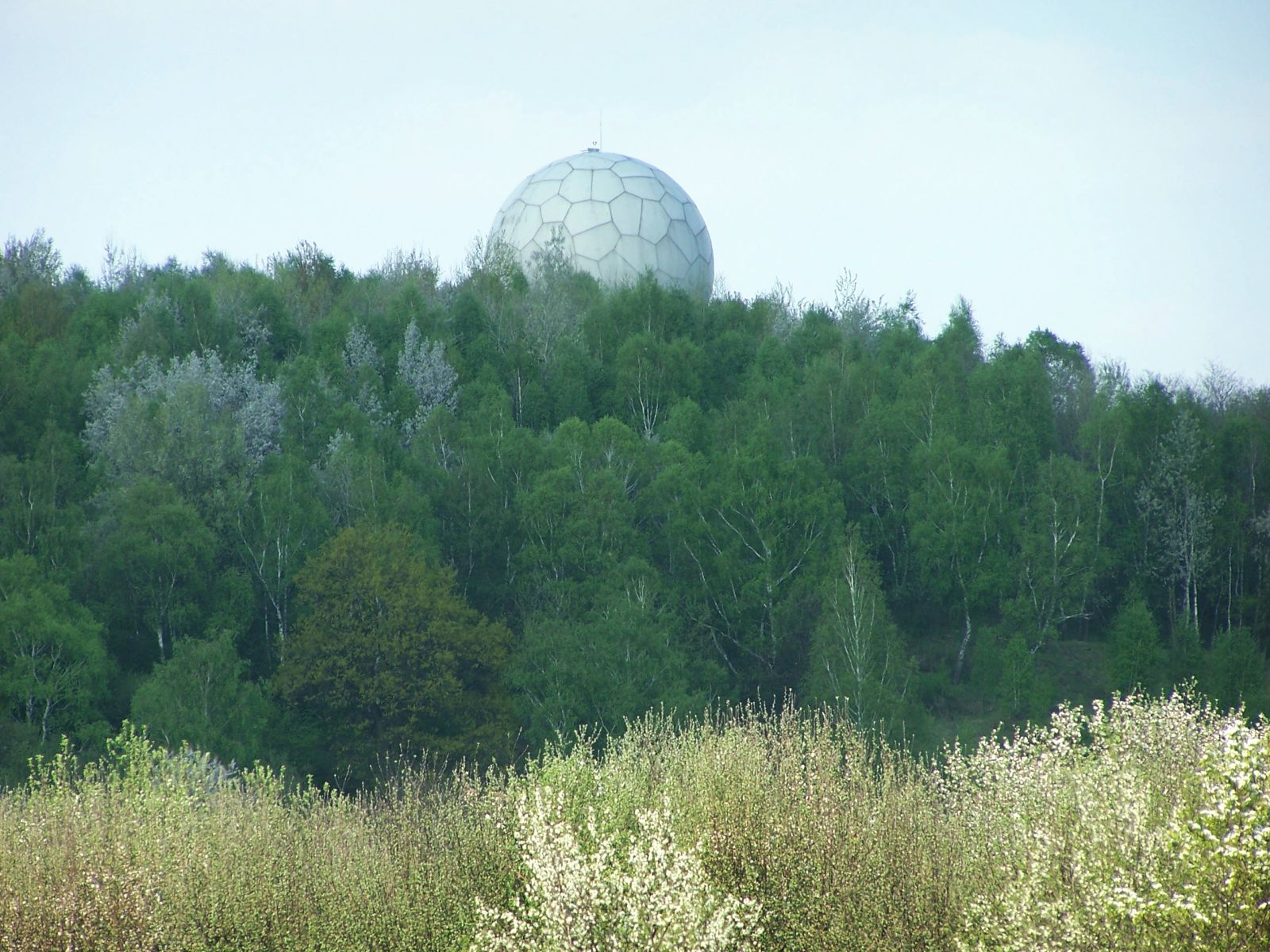
Budynek stacji kontroli lotów (Zapałka) na szczycie wzgórza

Zapustny Dół – wąwóz na obszarze Garbu Tenczyńskiego w Lesie Zabierzowskim, na południe od południowo-zachodniego krańca wsi Zabierzów (ul. Poziomkowa). Prowadzi nim wąska droga leśna łącząca tę miejscowość z radarem Zapałka - stacja radiolokacyjna obsługująca pobliski port lotniczy Kraków-Balice wybudowana w 1996, położona na wzniesieniu,wysoka na 30 m i zwieńczona kulą osłaniającą radar. Cały teren jest zalesiony (Las Zabierzowski) i wchodzi w skład Tenczyńskiego Parku Krajobrazowego. Wąwóz opada do Rowu Krzeszowickiego. 